# Hogeschool voor Muziek en Theater München

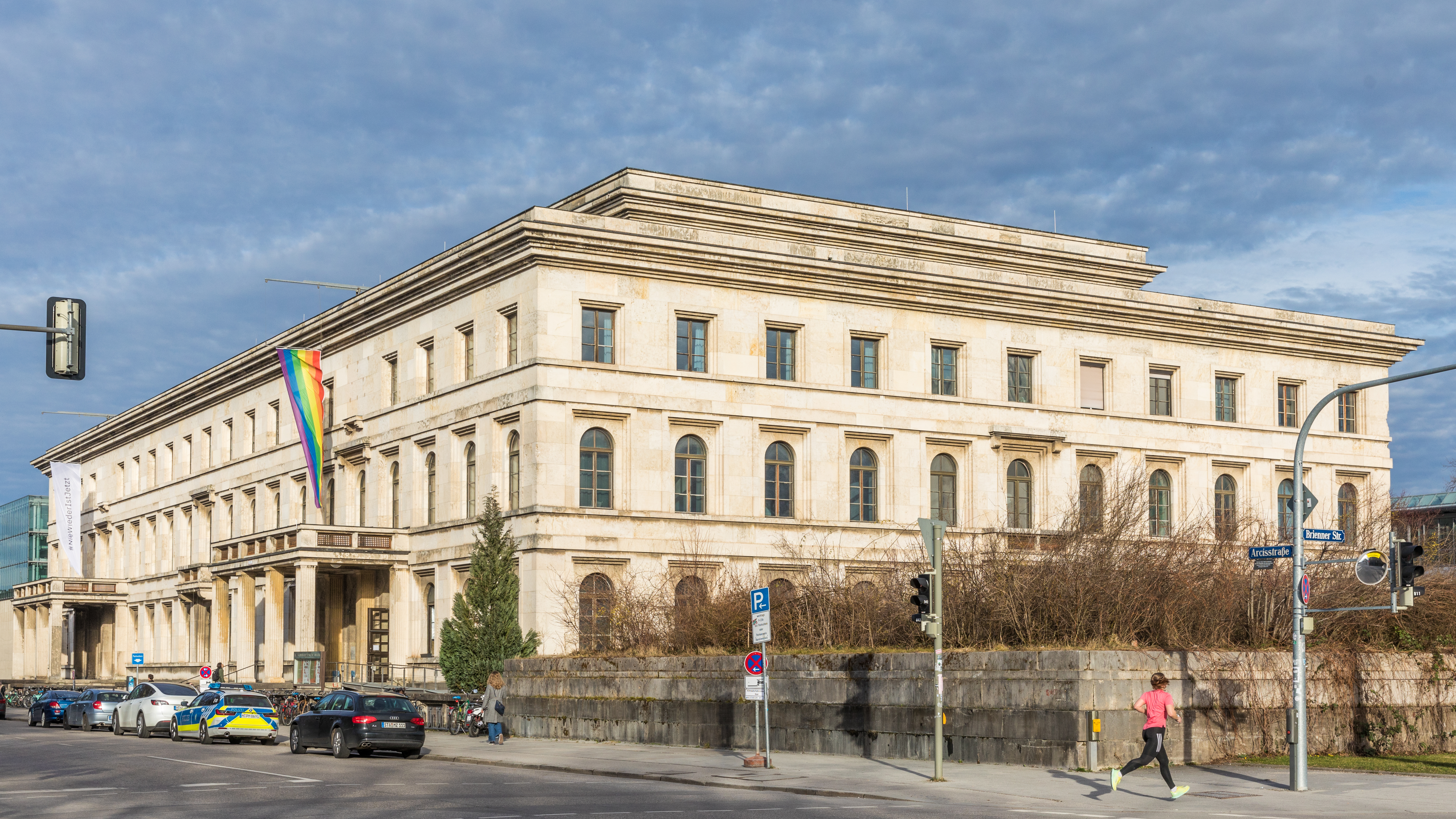
Hochschule für Musik und Theater

De Hogeschool voor Muziek en Theater München (Hochschule für Musik und Theater) te München is een van de grootste hogescholen voor muziek en de culturele sector in Duitsland. Zij werd opgericht in 1846 en draagt de huidige naam sinds 1998. De hogeschool is ondergebracht in het voormalige Führerbau van de NSDAP (Nationalsozialisten) aan de Arcisstraat.

## Vroegere namen van dit instituut
- 1846: Koninklijk conservatorium voor muziek (Königliches Conservatorium für Musik)
- 1867: Koninklijke Beierse muziekschool (Königliche bayerische Musikschule)
- 1892: Koninklijke Academie van de toonkunst (Königliche Akademie der Tonkunst)
- 1924: Statelijke Academie van de toonkunst, Hogeschool voor muziek in München (Staatliche Akademie der Tonkunst, Hochschule für Musik in München)
- 1 augustus 2008: Richard-Strauss-Konservatorium in München werd toen opgenomen in de Hogeschool voor Muziek en Theater München

## Studievakken

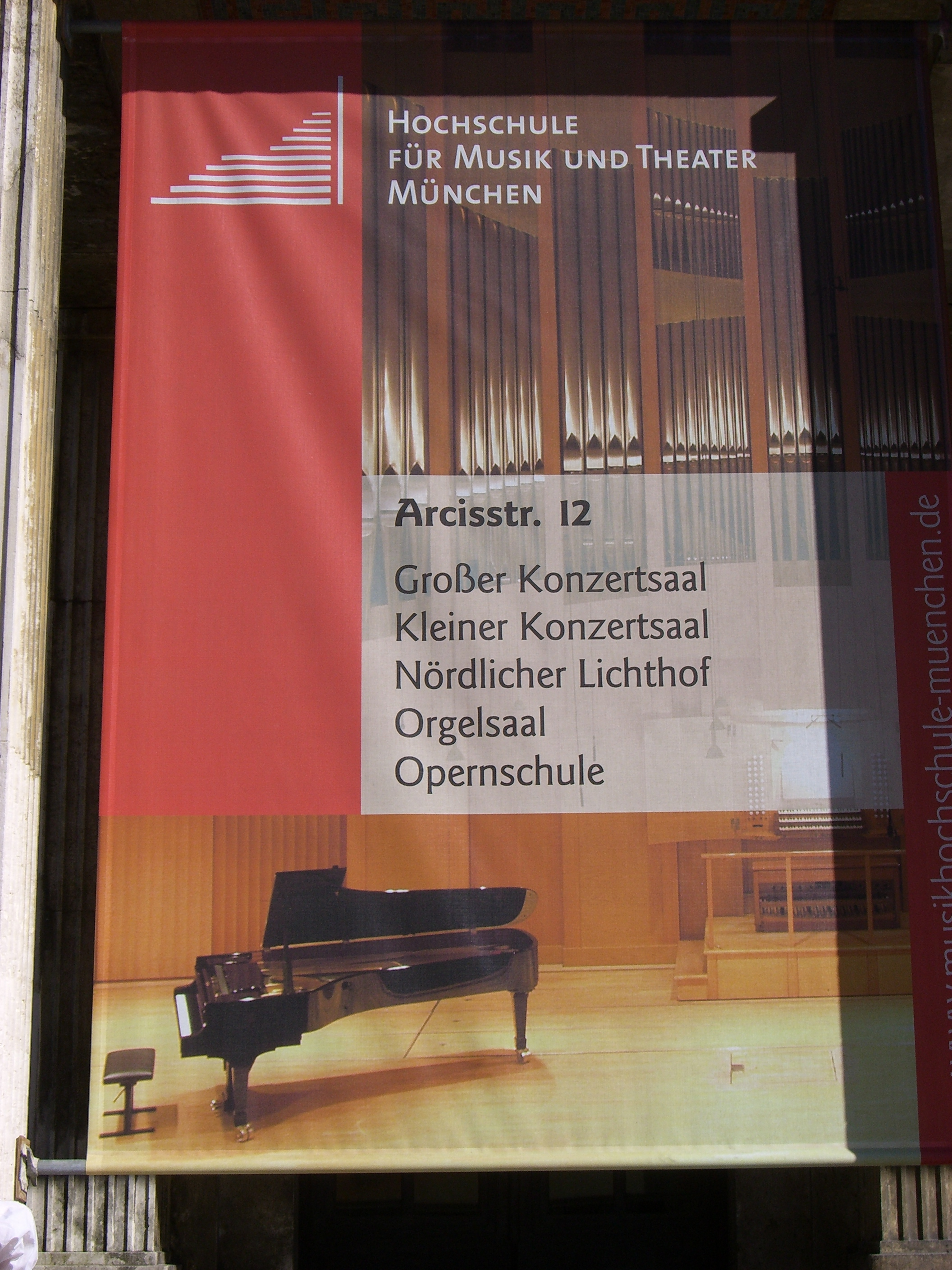
Vlag bij de school

De studies zijn in zes vakgebieden georganiseerd:
Vakgebied 1: Compositie, compositie voor film en televisie, muziektheorie, gehoorontwikkeling, koordirectie, orkestdirectie, muziekjournalistiek in de openbare en privéomroep, nieuwe muziek

spreker: Prof. Kay Westermann

Vakgebied 2: Kerkmuziek, piano, orgel, orgelimprovisatie, klavecimbel

spreker: Prof. Michael Schäfer

Vakgebied 3: Muziekpedagogie, Musicologie

spreker: Prof. Dr. Hans-Ulrich Schäfer-Lembeck

Vakgebied 4: Strijkinstrumenten

spreker: Prof. Hariolf Schlichtig

Vakgebied 5: Blaasinstrumenten, slagwerk en tokkelinstrumenten

spreker: Prof. Wolfram Arndt

Vakgebied 6: Zang (met de studierichtingen muziektheater en concertzang, liedvorming, ballet, regie, musical, schouwspel, lichtvorming, grime)

spreker: Prof. Gabriele Fuchs

## Beroemde directeuren
- Hans von Bülow (1867-1869)
- Felix Mottl (1904-1911)
- Siegmund von Hausegger (1924-1934)
- Joseph Haas (1946-1950)
- Robert Heger (1950-1954)
- Karl Höller (1954-1972)
- Siegfried Mauser (sinds 2003)

## Bekende docenten en studenten
- Dieter Acker (tot 2006), professor voor compositie
- András Adorján, professor voor fluit
- Juliane Banse (sinds 2004), professor voor solozang
- Franz Biebl, componist en dirigent
- Hans-Jürgen von Bose, professor voor compositie
- Wolfgang Brendel, professor voor solozang
- Cesar Bresgen (1930-1936) componist
- Ana Chumachenco, professor voor viool
- Annette Dasch, sopraan
- Sir Colin Davis (tot 2002), professor voor orkestdirectie
- Helmut Deutsch, professor voor lied vorming
- Daphne Evangelatos, professor voor solozang
- Julia Fischer, violist
- Max Frey, professor voor koor directie
- Christian Gerhaher, professor voor solozang
- Johannes Berchmans Göschl (tot 2006), professor voor gregoriaans
- Sylvia Greenberg, professor voor solozang
- Reri Grist, professor voor solozang
- Karl Amadeus Hartmann (1924-1929), componist
- Hans Werner Henze, componist
- Karl Höller (docent voor muziektheorie)
- Wilhelm Killmayer, professor voor compositie
- Jan Koetsier, professor voor orkestdirectie
- Annelies Kupper, (docente vanaf 1956)
- Franz Lachner
- Franz Massinger, professor voor piano
- Felix Mottl (1904-1911)
- Gerhard Oppitz, (sinds 1981) professor voor piano
- Carl Orff (1950-1960), professor voor compositie
- Christoph Poppen (sinds 2003), professor voor viool en kamermuziek
- Max Reger, componist, pianist, organist en muziekpedagoog
- Joseph Rheinberger, componist, muziektheoreticus en -pedagoog
- Karl Richter, professor voor orgel
- Hugo Riemann, professor in muziektheorie
- Nigel Rogers (1959 - 1964), tenor
- Jan-Hendrik Rootering (tot 2001), professor voor solozang
- Anton Ruppert, docent voor piano
- Marianne Schech, professor voor solozang
- Martin Scherber (1925-1929), componist en muziekpedagoog
- András Schiff (sinds 2006), professor voor piano
- Karl Schmidt-Walter, professor voor solozang
- Arabella Steinbacher, (studente tot 2004)
- Klaus Trumpf, professor voor contrabas
- Bruno Weil (sinds 2001), professor voor dirigeren
- Elisso Wirssaladze, professor voor piano